# Closer to the Truth
Closer to the Truth – dwudziesty piąty album studyjny amerykańskiej piosenkarki Cher, który został wydany 20 września 2013 roku. Pierwszym singlem promującym krążek został wydany 18 czerwca 2013 roku utwór „Woman’s World”.
Album otrzymał ogólnie pozytywne recenzje od krytyków muzycznych i odniósł sukces komercyjny, debiutując na trzecim miejscu notowania Billboard 200 w Stanach Zjednoczonych ze sprzedażą 63 000 egzemplarzy w pierwszym tygodniu, stając się najwyżej notowanym solowym albumem Cher w tym kraju. W Kanadzie Closer to the Truth uzyskał status złotej płyty, a w Wielkiej Brytanii srebrnej. Łączna sprzedaż albumu na całym świecie przekroczyła 600 000 egzemplarzy.

## Lista utworów
| Nr  | Tytuł utworu         | Autorzy                                                                       | Produkcja           | Długość |
| --- | -------------------- | ----------------------------------------------------------------------------- | ------------------- | ------- |
| 1.  | „Woman’s World”      | Matt Morris, Paul Oakenfold, Anthony „TC“ Crawford, Joshua „J.D.“ Walker      | Oakenfold           | 3:42    |
| 2.  | „Take It Like a Man” | Mary Leay, Tebey Ottoh, Tim Powell, Cher                                      | Powell, Mark Taylor | 4:10    |
| 3.  | „My Love”            | Paul Barry, Greta Svabo Bech, Dario Brigham-Bowes, Lorne Ashley Brigham-Bowes | Taylor              | 3:32    |
| 4.  | „Dressed to Kill”    | Samuel Preston, Taylor, Cher                                                  | Taylor              | 2:51    |
| 5.  | „Red”                | Marc Nelkin, Laura Pergolizzi, Carl Ryden                                     | Josh Crosby         | 3:06    |
| 6.  | „Lovers Forever”     | Shirley Eikhard, Cher                                                         | Taylor              | 4:01    |
| 7.  | „I Walk Alone”       | Alecia Moore, Billy Mann, Niklas „Nikey“ Olovson, Robin Lynch                 | MachoPsycho, Mann   | 3:23    |
| 8.  | „Sirens”             | Nell Bryden, J.P. Jones, Patrick Mascall, Taylor                              | Taylor              | 5:03    |
| 9.  | „Favorite Scars”     | Tom Barnes, Wayne Hector, Peter Kelleher, Ben Kohn                            | TMS                 | 4:26    |
| 10. | „I Hope You Find It” | Jeffrey Steele, Steven Robson                                                 | Taylor              | 3:46    |
| 11. | „Lie to Me”          | Mann, Moore                                                                   | Mann                | 3:19    |
|     |                      |                                                                               |                     | 41:19   |

## Notowania
| Lista przebojów (2013-14)           | Najwyższa pozycja |
| ----------------------------------- | ----------------- |
| Australia (ARIA Charts)             | 17                |
| Austria (Ö3 Austria Top 40)         | 11                |
| Belgia (Ultratop Flandria)          | 65                |
| Belgia (Ultratop Walonia)           | 59                |
| Chorwacja (HDU)                     | 18                |
| Czechy (ČNS IFPI)                   | 25                |
| Dania (Album Top-40)                | 26                |
| Finlandia (Suomen virallinen lista) | 41                |
| Francja (SNEP)                      | 93                |
| Hiszpania (PROMUSICAE)              | 32                |
| Holandia (MegaCharts)               | 41                |
| Irlandia (IRMA)                     | 22                |
| Kanada (Billboard Canadian Albums)  | 4                 |
| Korea Południowa (Gaon Chart)       | 40                |
| Niemcy (Offizielle Deutsche Charts) | 6                 |
| Stany Zjednoczone (Billboard 200)   | 3                 |
| Szwajcaria (Alben Top 100)          | 11                |
| Szwecja (Sverigetopplistan)         | 45                |
| Węgry (MAHASZ)                      | 20                |
| Wielka Brytania (OCC)               | 4                 |
| Włochy (FIMI)                       | 19                |

| Kraj                     | Certyfikat    | Sprzedaż |
| ------------------------ | ------------- | -------- |
| Kanada (Music Canada)    | Złota płyta   | 40 000+  |
| Stany Zjednoczone (RIAA) | –             | 380 000+ |
| Wielka Brytania (BPI)    | Srebrna płyta | 60 000+  |